# Óblast de Semipalátinsk
Semipalátinsk (en ruso: Семипалатинская область) era una óblast (provincia) del Imperio ruso y de la temprana RSFS de Rusia. De 1882 a 1917, fue parte de la Gobernación General de las Estepas. Se correspondía aproximadamente con la mayoría del actual Kazajistán nororiental. Fue creado con territorios del anterior Kanato Kazajo.

## Demografía
Para 1897, 684.590 personas poblaban la óblast. Los kazajos constituían la mayoría de la población. Las minorías significativas constaban de rusos y tártaros. El total de hablantes túrquicos era de 614,999 (89,8%).

### Grupos étnicos en 1897
| Total    | 684,590 | 100%  |
| -------- | ------- | ----- |
| Kazajos  | 604,564 | 88,3% |
| Rusos    | 65,062  | 9,5%  |
| Tártaros | 9,940   | 1,5%  |

Fuente: